# IU
Lee Ji-eun (hangul: 이지은), mer känd under artistnamnet IU (hangul: 아이유), född 16 maj 1993 i Seoul, är en sydkoreansk sångerska, skådespelare och låtskrivare.

## Diskografi

### Album
| Albuminformation                                                                                           | Topplacering          | Topplacering   |           |
| Albuminformation                                                                                           | Sydkorea (Gaon Chart) | Japan (Oricon) |           |
| Koreanska                                                                                                  | Koreanska             | Koreanska      | Koreanska |
| --- | --------------------- | -------------- | --------- |
| Lost and Found (EP-skiva) - Släppt: 23 september 2008                                                      | 44                    | —              |           |
| Growing Up (Studioalbum) - Släppt: 23 april 2009                                                           | 34                    | —              |           |
| IU...IM (EP-skiva) - Släppt: 12 november 2009                                                              | 30                    | —              |           |
| Real (EP-skiva) - Släppt: 9 december 2010                                                                  | 2                     | —              |           |
| Real+ (EP-skiva) - Släppt: 16 februari 2011                                                                | 2                     | —              |           |
| Last Fantasy (Studioalbum) - Släppt: 29 november 2011                                                      | 1                     | —              |           |
| Spring of a Twenty Year Old (EP-skiva) - Släppt: 11 maj 2012                                               | 3                     | —              |           |
| Modern Times (Studioalbum) - Släppt: 8 oktober 2013 - Nyutgåva: Modern Times - Epilogue (20 december 2013) | 1                     | 69             |           |
| A Flower Bookmark (EP-skiva) - Släppt: 16 maj 2014                                                         | 2                     | 144            |           |
| Chat-Shire (EP-skiva) - Släppt: 23 oktober 2015                                                            | 2                     | —              |           |
| Palette (Studioalbum) - Släppt: 21 april 2017                                                              | 1                     | —              |           |
| Japanska                                                                                                   |                       |                |           |
| I U (EP-skiva) - Släppt: 14 december 2011                                                                  | —                     | 15             |           |
| Can You Hear Me? (EP-skiva) - Släppt: 20 mars 2013                                                         | —                     | 23             |           |

### Singlar
| År               | Titel                                             | Topplacering          | Topplacering     |
| År               | Titel                                             | Sydkorea (Gaon Chart) | Japan (Oricon)   |
| Solo & samarbete | Solo & samarbete                                  | Solo & samarbete      | Solo & samarbete |
| Koreanska        | Koreanska                                         | Koreanska             | Koreanska        |
| ---------------- | ------------------------------------------------- | --------------------- | ---------------- |
| 2008             | "Lost Child"                                      | —                     | —                |
| 2009             | "Boo"                                             | —                     | —                |
| 2009             | "You Know"                                        | —                     | —                |
| 2009             | "Marshmallow" (med Zico)                          | 39                    | —                |
| 2010             | "It's First Love" (med Na Yoon-kwon)              | 3                     | —                |
| 2010             | "Fifth Finger"                                    | 11                    | —                |
| 2010             | "Nagging" (med Lim Seul-ong)                      | 1                     | —                |
| 2010             | "Because I'm a Woman"                             | 6                     | —                |
| 2010             | "I Believe in Love" (med Yoo Seung-ho)            | 11                    | —                |
| 2010             | "Good Day"                                        | 1                     | —                |
| 2011             | "Someday"                                         | 1                     | —                |
| 2011             | "Only I Didn't Know"                              | 1                     | —                |
| 2011             | "Hold My Hand"                                    | 2                     | —                |
| 2011             | "You and I"                                       | 1                     | —                |
| 2012             | "Peach"                                           | 2                     | —                |
| 2012             | "Every End of the Day"                            | 1                     | —                |
| 2013             | "The Red Shoes"                                   | 1                     | —                |
| 2013             | "Friday" (med Jang Yi-jeong)                      | 1                     | —                |
| 2014             | "My Old Story"                                    | 2                     | —                |
| 2015             | "Heart"                                           | 1                     | —                |
| 2015             | "Twenty-Three"                                    | 1                     | —                |
| 2017             | "Through the Night"                               | 1                     | —                |
| 2017             | "Can't Love You Anymore" (med Oh Hyuk)            | 1                     | —                |
| 2017             | "Palette" (med G-Dragon)                          | 1                     | —                |
| Japanska         |                                                   |                       |                  |
| 2012             | "Good Day"                                        | —                     | 6                |
| 2012             | "You and I"                                       | —                     | 5                |
| 2013             | "Beautiful Dancer"                                | —                     | —                |
| 2013             | "Monday Afternoon"                                | —                     | 15               |
| Medverkan        |                                                   |                       |                  |
| 2010             | "It's You" (av Sung Si-kyung)                     | 1                     | —                |
| 2011             | "Ice Flower" (av Kim Yuna)                        | 8                     | —                |
| 2012             | "Sea of Moonlight" (av Fiestar)                   | 12                    | —                |
| 2014             | "Not Spring, Love, or Cherry Blossoms" (av High4) | 1                     | —                |
| 2014             | "Summer Love" (av Ulala Session)                  | 3                     | —                |
| 2014             | "Sogyeokdong" (av Seo Taiji)                      | 4                     | —                |
| 2014             | "When Would It Be" (av Yoon Hyun-sang)            | 9                     | —                |
| 2015             | "Leon" (av Park Myeong-su)                        | 1                     | —                |
| 2016             | "Choice" (av Hyungdon and Daejun)                 | 22                    | —                |

## Filmografi

### TV-drama
| År   | Titel                           | Kanal | Roll              |
| ---- | ------------------------------- | ----- | ----------------- |
| 2011 | Dream High                      | KBS   | Kim Pil-suk       |
| 2011 | Welcome to the Show             | SBS   | IU                |
| 2012 | Dream High 2                    | KBS   | Cameoroll         |
| 2012 | Salamander Guru and The Shadows | SBS   | Cameoroll         |
| 2013 | You're the Best!                | KBS   | Lee Soon-shin     |
| 2013 | Bel Ami                         | KBS   | Kim Bo-tong       |
| 2015 | The Producers                   | KBS   | Cindy             |
| 2016 | Moon Lovers: Scarlet Heart Ryeo | SBS   | Go Ha-jin/Hae-soo |
| 2019 | Hotel del Luna                  | tvN   | Jang Man-wol      |